# Plebejus staudingeri
Plebejus staudingeri är en fjärilsart som beskrevs av Johannes Karl Max Röber 1886. Plebejus staudingeri ingår i släktet Plebejus och familjen juvelvingar. Inga underarter finns listade i Catalogue of Life.